# Tegenaria michae
Tegenaria michae är en spindelart som beskrevs av Brignoli 1978. Tegenaria michae ingår i släktet husspindlar, och familjen trattspindlar.
Artens utbredningsområde är Libanon. Inga underarter finns listade i Catalogue of Life.